# 军区总医院站
军区总医院站位于中华人民共和国四川省成都市金牛区蓉都大道，是成都地铁3号线的地铁车站。

## 车站概要
本站位于蓉都大道天回路，呈南北向布置，于2016年7月31日启用，是3号线一期工程北端的终点站，因临近成都军区总医院（今中国人民解放军西部战区总医院）而得名。因临近成都大熊猫繁育研究基地，后增设副站名熊猫基地西大门，但仅在本站使用。

## 车站结构

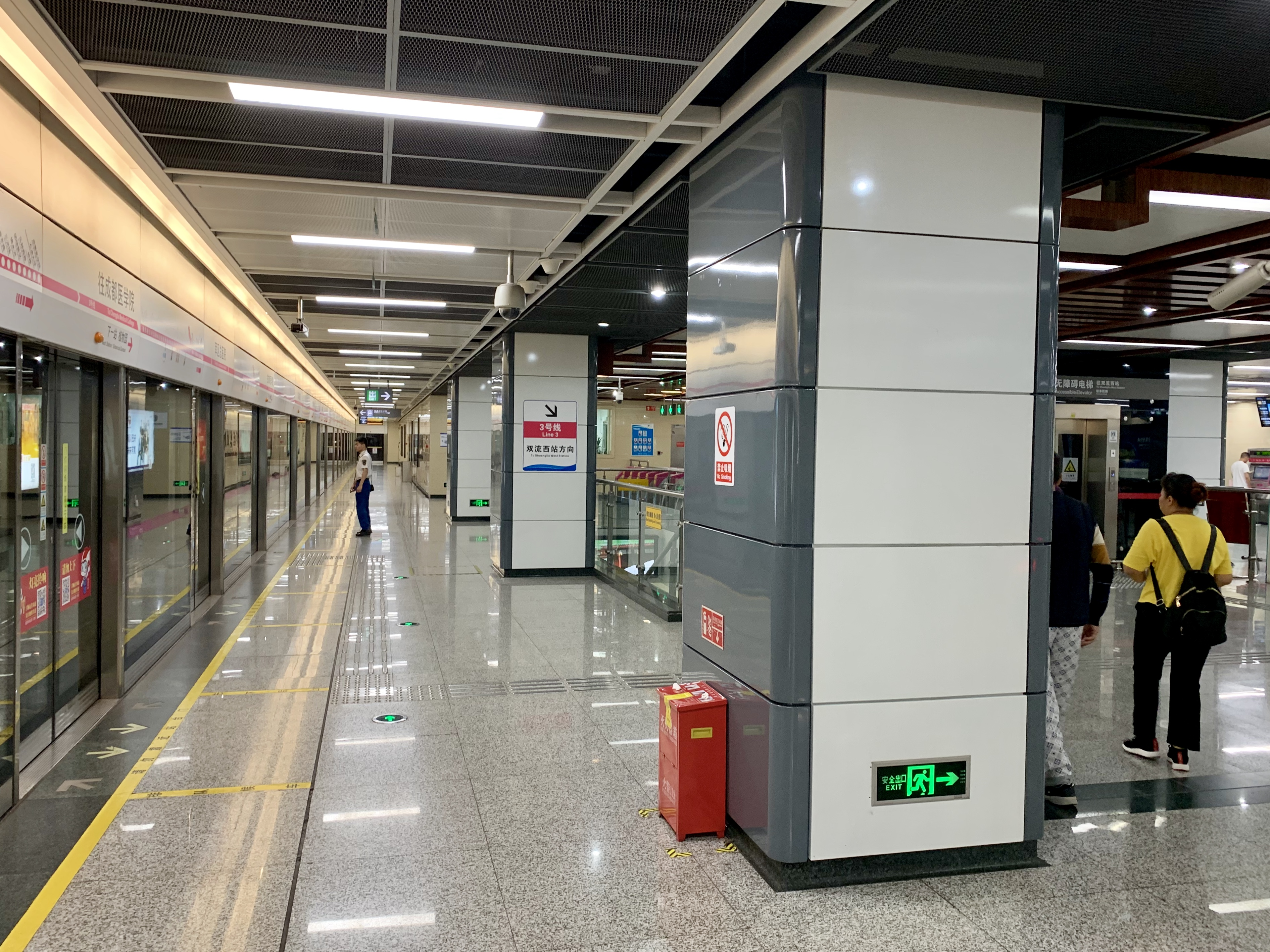
站台侧
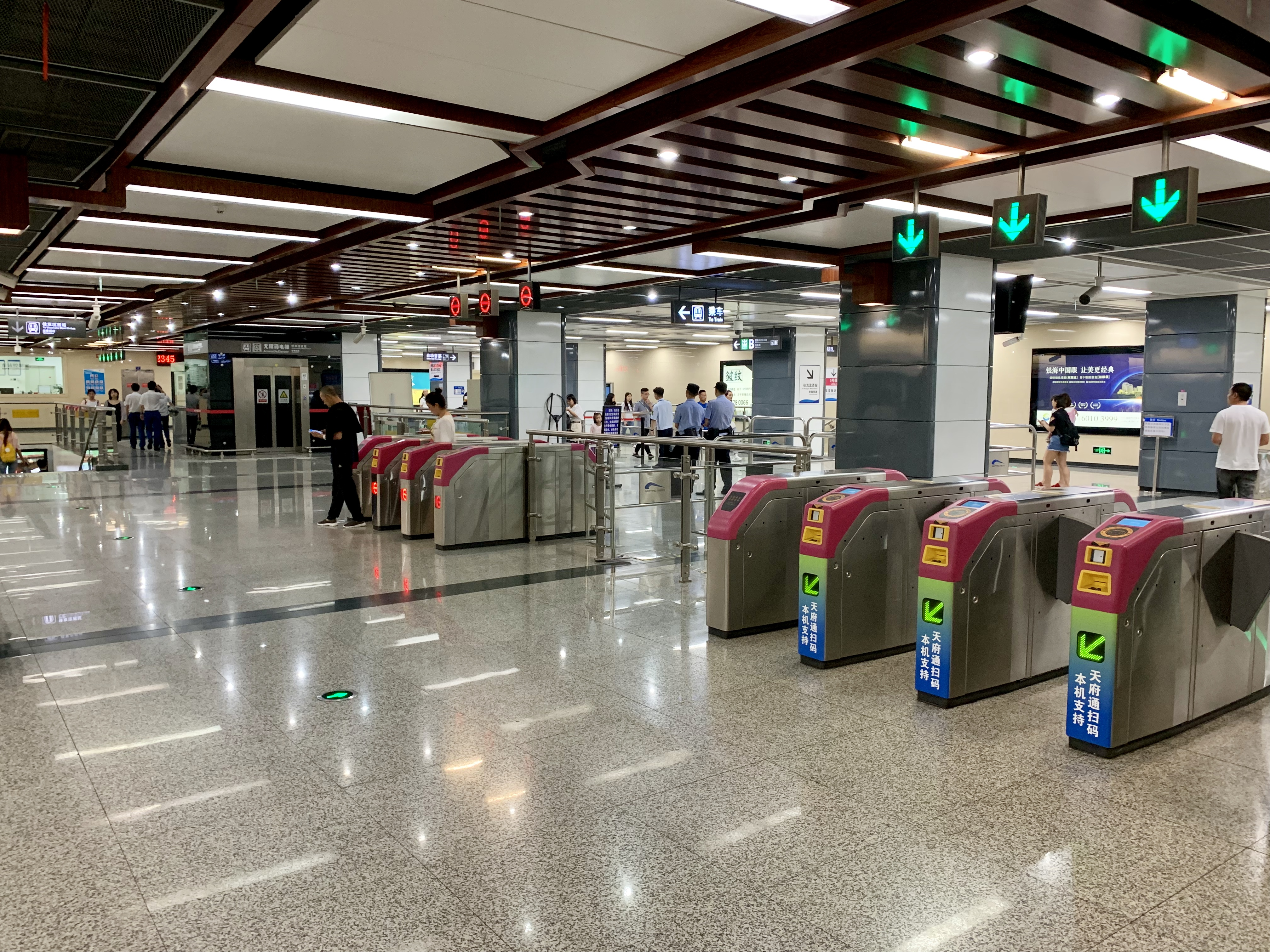
站厅侧
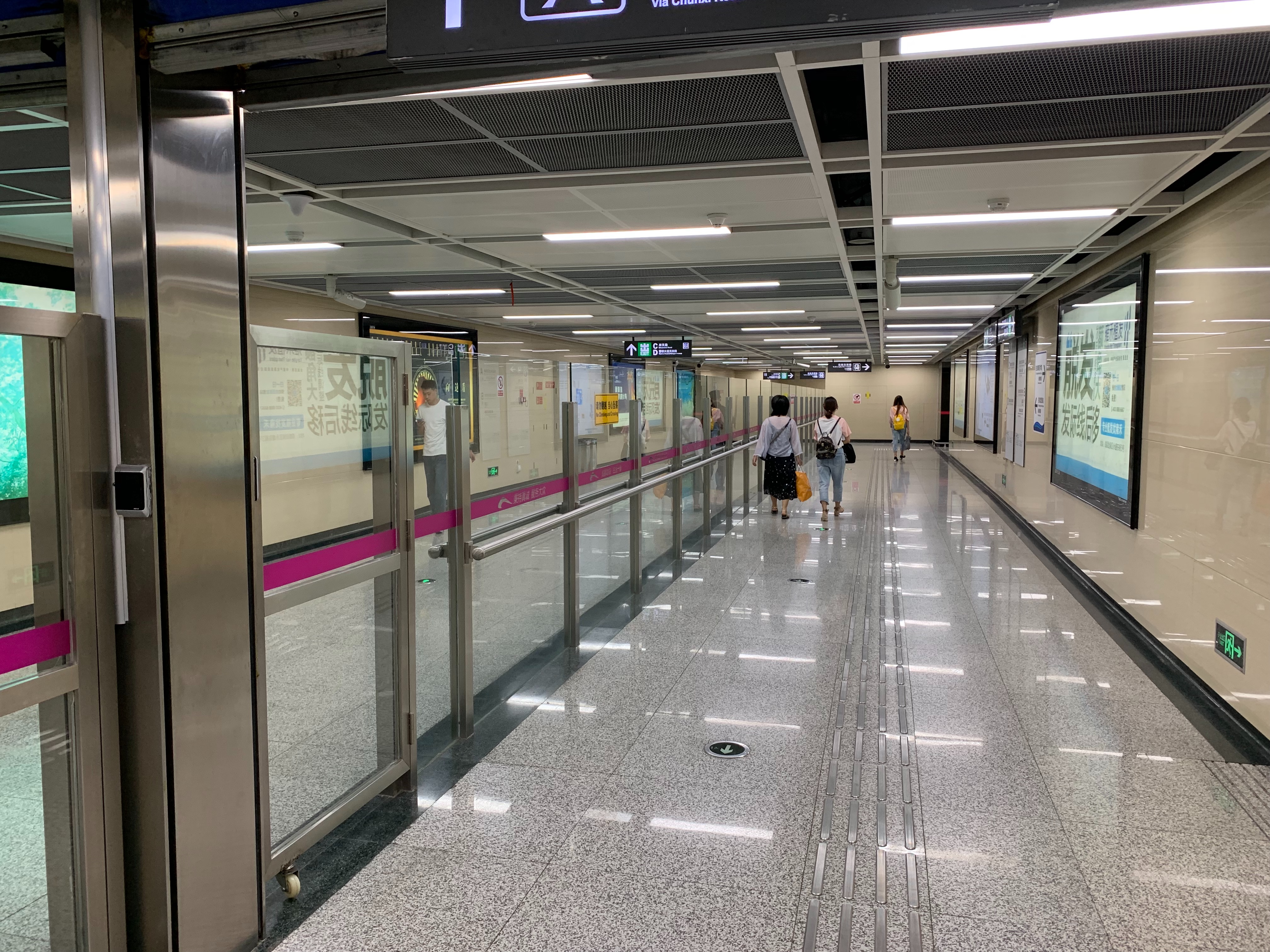
地下二层连接通道

军区总医院站为地下一层侧式站台车站，主体长206米，主体建筑面积15230平方米。
| 地面              | 0        | 出口 |
| 地下一层          | 东站厅   | 往出口A·B 自助购票 客服中心 无障碍卫生间 |
| 地下一层          | 站台     | \| 东站厅 \| \| \| \| 側式 · 開右邊车门 \| \| \| \| \| \| 3号线往成都医学院（植物园） \| \| \| \| 3号线往双流西站（熊猫大道） \| \| 側式 · 開右邊车门 \| \| \| \| 西站厅 \| \| \| |
| 地下一层          | 西站厅   | 往出口C·D 自助购票 客服中心 |
| 地下二层          | 换向通道 | 换向通道 |
| 东站厅            |          | |
| 側式 · 開右邊车门 |          | |
|                   |          | 3号线往成都医学院（植物园） |
|                   |          | 3号线往双流西站（熊猫大道） |
| 側式 · 開右邊车门 |          | |
| 西站厅            |          | |

## 出入口
本站目前开放4个出入口。
|          |            |                                                          |      |
| 编号     | 设施       | 指示                                                     | 照片 |
|          | 无障碍电梯 | 蓉都大道天回路、西部战区总医院、玉垒路、熊猫基地（西门） |      |
| 出口 · B |            | 蓉都大道天回路、西部战区总医院                           |      |
| 出口 · C | 无障碍电梯 | 蓉都大道天回路、川天路、成都医学院天回校区               |      |
| 出口 · D |            | 蓉都大道天回路、东大街                                   |      |

## 历史
- 2014年6月19日，车站主体结构封顶[4]；
- 2016年7月31日，车站正式启用[1]。

## 公交配套
9路;254路;659路;1129路;g35路